# Nekropole im Jardin Georges Delaselle
Die Nekropole im Jardin Georges Delaselle (französisch Nécropole du Jardin Georges Delaselle) liegt am östlichen Ende der Île-de-Batz, vor dem Hafen von Roscoff im Département Finistère in der Bretagne in Frankreich. Den Garten legte der Pariser Versicherungsagent und Liebhaber exotischer Pflanzen, Georges Delaselle (1861–1944), 1897 an.
Bei der Nekropole aus der Bronzezeit im Jardin Georges Delaselle handelt es sich um eine Gruppe von elf hierher versetzten Steinkisten, von denen zwei aus Trockenmauerwerk errichtet wurden, und ein durch ein Steinkreuz christianisiertes Megalithmonument. Der während der Erdarbeiten entdeckte Dolmen wurde im frühen 20. Jahrhundert ausgegraben. Es wurde von Delaselle renoviert und im südlichen Teil des botanischen Gartens platziert. Das Kreuz kann durch Delaselle hinzugefügt worden sein.

Nekropole im Jardin Georges Delaselle
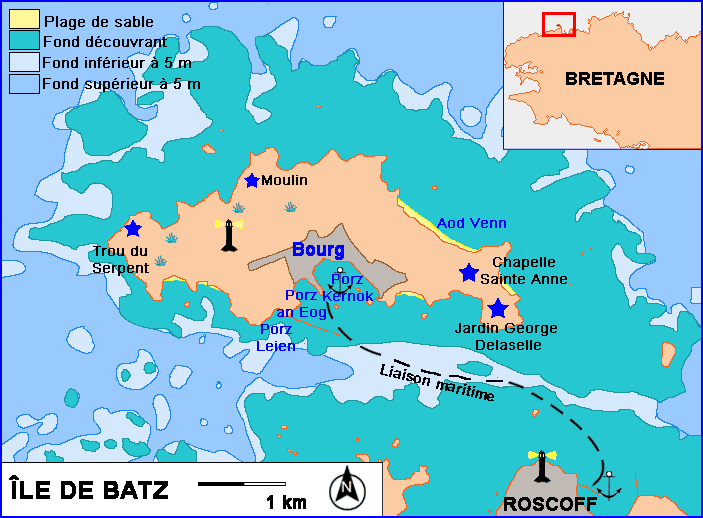
Karte der Insel
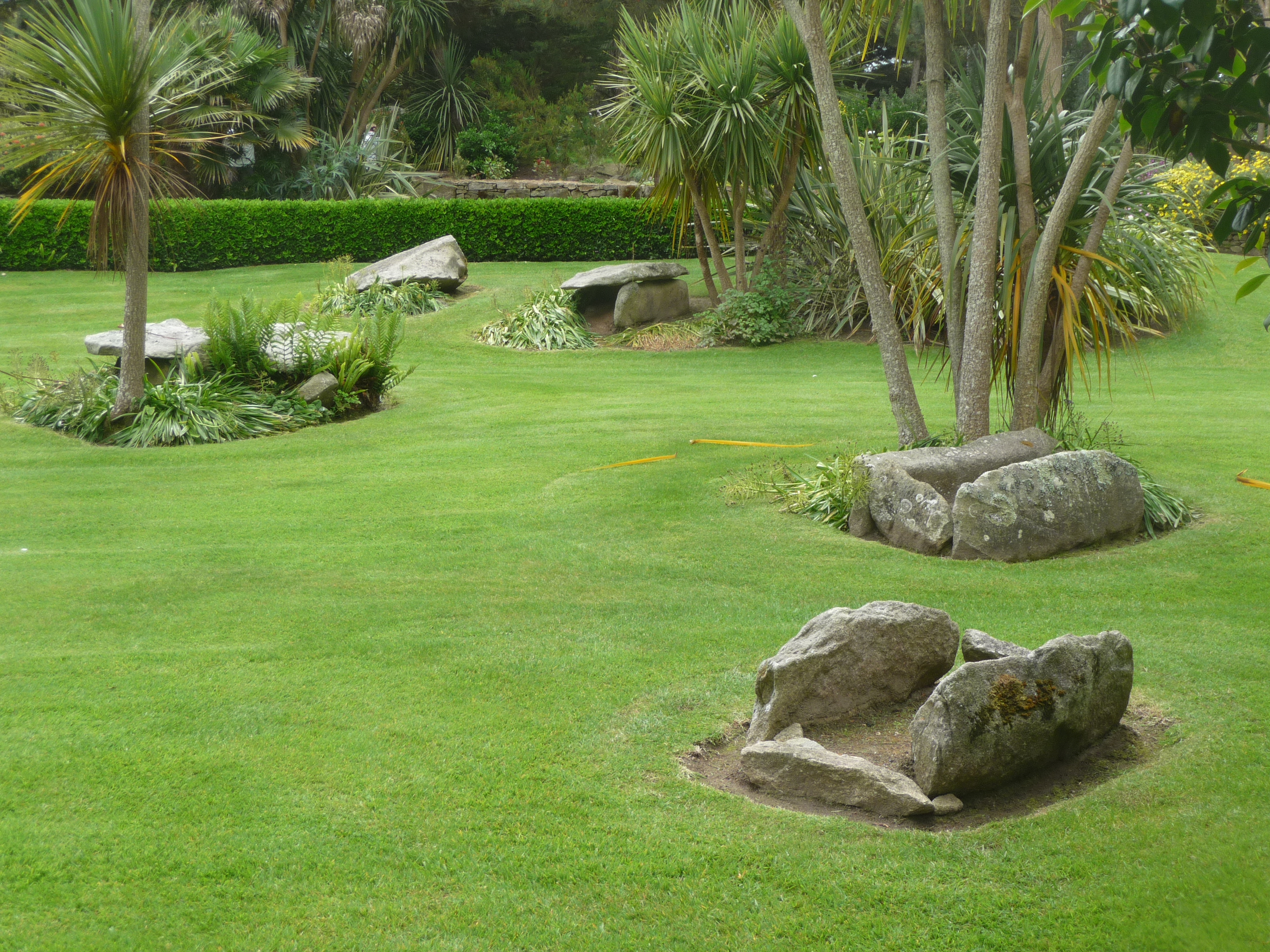
Steinkisten
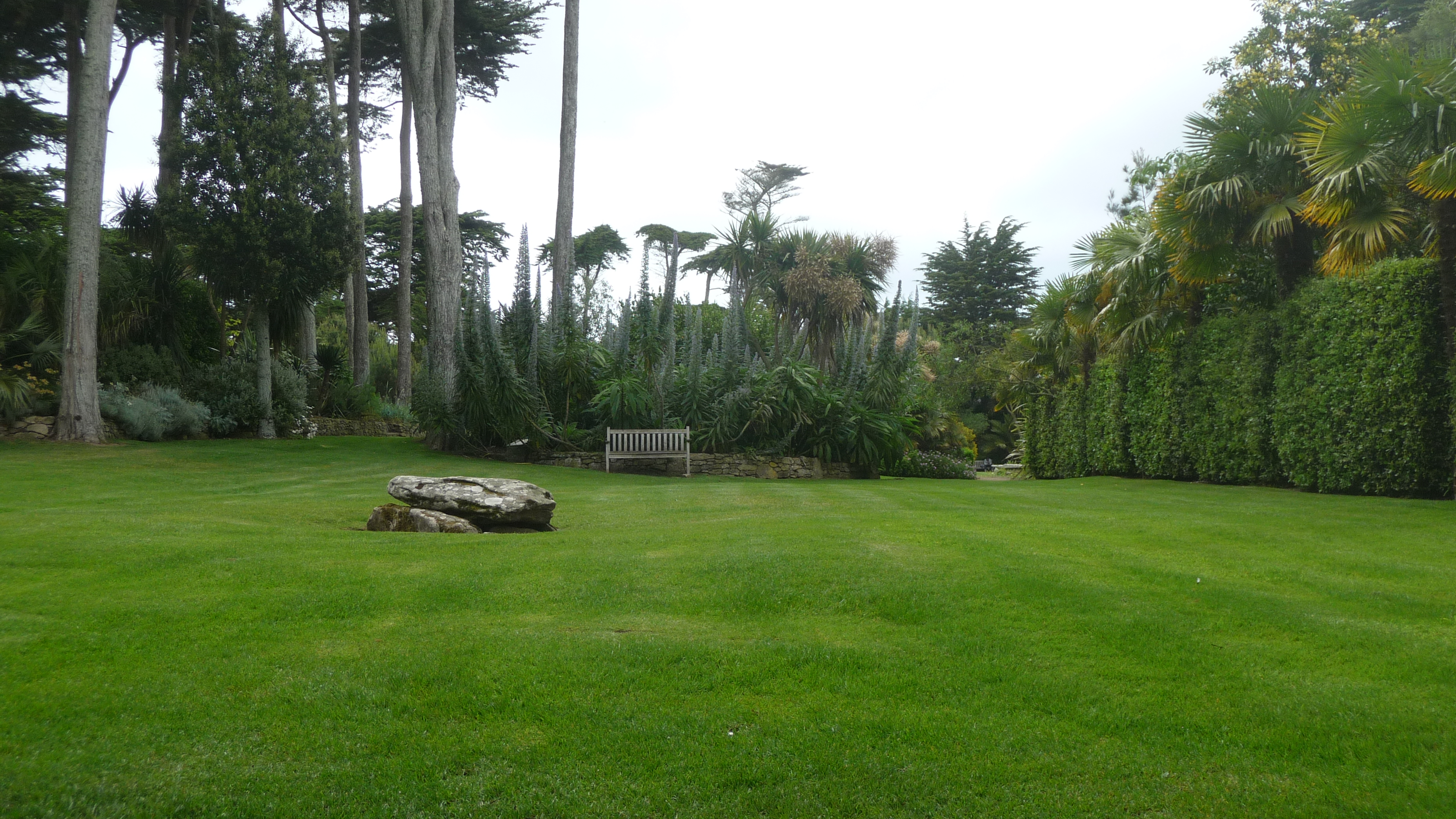
Steinkiste
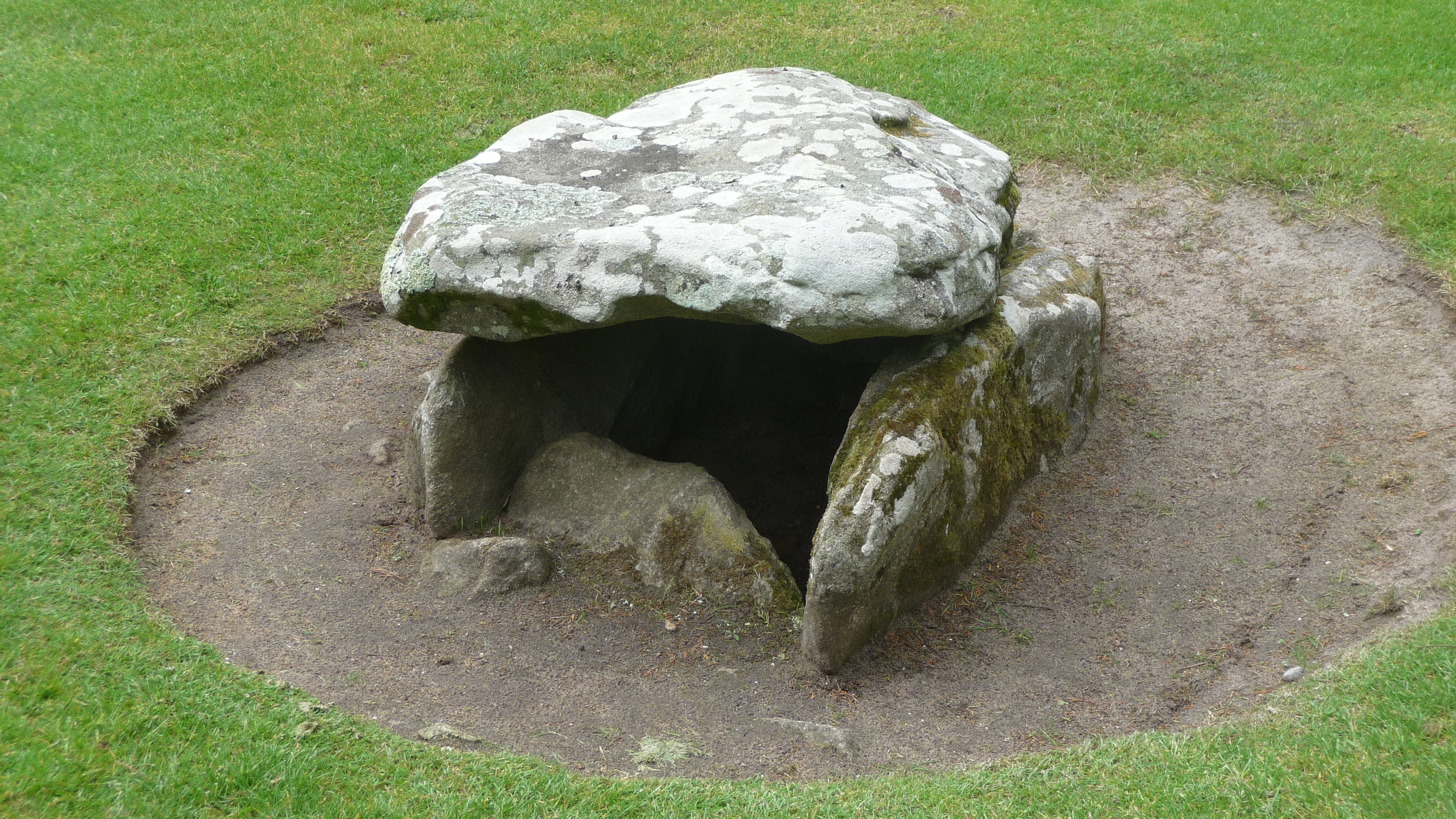
Steinkiste